# Basílio III de Montenegro
Basílio III Petrović-Njegoš (em sérvio: Василије III Петровић-Његош; romaniz.: Vasilije III Petrović-Njegoš; Njeguši, 1709 – Podmaine, 10 de março de 1766), também conhecido pelo patronímico de Vasilije Petrović, foi o Príncipe-bispo de Montenegro, juntamente com seu primo Sava II, de 1735 até sua morte em 1766
Durante seu reinado, Basílio governou junto com Sava, seu primo, como seu co-monarca. Entre 1750 e 1766, ele tentou, sem sucesso, convencer Maria Teresa da Áustria de que "desde a época de Alexandre, o Grande" Montenegro era uma "república independente".
De 1752 a 1754, ele esteve na corte russa em missão diplomática requisitando assistência do Império Russo para uma guerra contra os turcos. Com a ajuda de tropas russas, ele foi para a guerra, mas teve que buscar refúgio de volta à Rússia após a campanha fracassar. Em 1766, enquanto estava em São Petersburgo, Basílio morreu de pneumonia. Após sua morte, seu primo, Sava governou até a morte deste em 1781.

## Obra literária
A escrita e o ensino da história montenegrina foram um interesse principal durante a maior parte da vida de Basílio como monarca e líder espiritual. Istorija o Černoj Gori (História de Montenegro), publicado em São Petersburgo em 1754, é sua obra mais renomada. Por meio de relatos de cidadãos comuns, o livro representou a primeira tentativa de escrever a história de Montenegro. Foi um esforço da parte de Basílio para obter apoio político russo para Montenegro contra os otomanos, destacando e mitificando as lutas montenegrinas. Foi ele que apresentou a ideia da independência montenegrina pela primeira vez, embora não tenha tido um grande impacto imediato.